# Susanna Gideonsson
Karin Susanna Gideonsson /'j-/, född 19 maj 1963 i Umnäs kyrkobokföringsdistrikt i Västerbottens län, är en svensk fackföreningsledare som var ordförande för Landsorganisationen i Sverige (LO) mellan juni 2020 och maj 2024. Innan dess var hon förbundsordförande för Handelsanställdas förbund sedan 2014.

## Biografi
Gideonsson är uppväxt i Umnäs i Lappland. Hon har arbetat som tidningsbud, på snickerifabrik, med skogsbruk och inom hemtjänst parallellt med ett fackligt engagemang. Hon blev SSU:s distriktsombudsman i Västerbotten 1989. År 1996 anställdes Gideonsson på Handelsanställdas förbund i Söderhamn och senare i Luleå. År 2005 började hon arbeta vid förbundskontoret och följande år utsågs hon till förbundets första vice ordförande. År 2019 valdes hon till ny ordförande för UNI Europa Handel, en samarbetsorganisation för fackförbund inom handeln i Europa. Det är en post hon sitter på till 2023.
Hon satt från 2017 i Socialdemokraternas verkställande utskott, först som suppleant, och från november 2021 som ordinarie ledamot. Hon lämnade utskottet efter att hon slutat som LO-ordförande 2024.
På LO-kongressen den 15 juni 2020 valdes Gideonsson till ny ordförande för LO efter Karl-Petter Thorwaldsson. I januari 2024 meddelade Gideonsson att hon inte tänkte ställa upp för omval på kongressen samma år.
Gideonsson är bosatt i Umeå, är gift och har två söner.